# Juan Clarós
Juan Clarós fut un militaire espagnol, né en 1749 à Barcelone et mort en 1827. Premier adjudant du bataillon léger de Gérone, il se distingua dans les guerres de 1793 contre les Français durant lesquelles il perdit l'usage d'un bras. Il est connu pour ses faits d'armes lors de la guerre d'indépendance espagnole.

## Biographie

### Premiers succès en Catalogne
Homme charismatique et prestigieux, doté d'importantes valeurs morales, tacticien reconnu sur le terrain et meneur d'hommes, il reçut le commandement des troupes et des milices armées de l'Ampurdán le 16 juin 1808, à Vilabertran, près de Figueras. À leur tête, il harcela et intercepta de nombreux convois français qui allaient et revenaient de France, livrant au total 200 actions, combats et embuscades. En 1808, près de Molins de Rei, il mit en déroute une division française, causant plus de 300 morts et la perte totale du convoi. Peu après, il attaqua et vainquit le général Honoré Charles Reille. 
Sous les ordres du général Caldagues, Juan Clarós accourut ensuite à Gérone en renfort des troupes de ses amis Joan Baget et Francisco Milans del Bosch. Ils parvinrent ensemble à tenir les Français en échec, contraignant le général Guillaume Philibert Duhesme à lever le siège de la ville. Ce fait d'armes lui valut le titre d'« Immortel » et le grade de lieutenant-colonel. Finalement, Clarós parvint à désorganiser Reille et le pourchassa sur le chemin de la France.

### Échecs devant Gérone et Barcelone
Lors des 2e et 3e sièges de Gérone en 1809, toujours accompagné de Milans, Baget mais aussi de Rovira, il tenta à plusieurs reprises de secourir la cité qui finit cependant par capituler. Durant les opérations, le chef de l'armée de Catalogne, le marquis de Coupigny, le nomma inspecteur général des quatre divisions de somatenes (Ampurdán, Montseny, Vallès et Llobregat). Durant cette même année, Clarós, Milans et d'autres officiers s'organisèrent pour libérer Barcelone des Français. Essuyant des tirs de canons, ils parvinrent néanmoins avec leurs soldats à la « Porte de l'Ange » (Puerta del Angel) le 9 mars, mais un orage empêcha le reste des troupes alliées de traverser le Rio Besos. Les vaisseaux britanniques durent s'éloigner pour éviter la tempête sans pouvoir les appuyer, si bien que Clarós dut lever le siège. Ses troupes eurent ensuite une échauffourée à Molins de Rei quelques heures plus tard. 
Tant Barcelone que Gérone montrèrent leur reconnaissance envers Clarós pour ses tentatives de secours. Malgré deux attaques sur Barcelone — la première à la « Porte de l'Ange » puis la seconde jusqu'à San Medin —, les forces de Clarós ne purent être ralliées par le corps du général Joaquín Blake y Joyes en raison de l'orage. Arrêté après des engagements vigoureux contre divers convois au pont de Capmany et de Darnius, le commandant espagnol replia ses soldats à Manresa entre octobre et novembre 1809, avec blessés et prisonniers. Clarós fut la bête noire du maréchal Pierre Augereau et de ses troupes car les convois français ne purent plus passer la frontière espagnole. En septembre 1810, aidé par Rovira, il pénétra en France où il fit des razzias sur de nombreux villages, en s'emparant systématiquement des armes des gardes nationaux.

### Les honneurs
Après une victoire à Besalú, le Grand conseil central autorisa le capitaine général de Catalogne à nommer Juan Clarós au grade de colonel pour le récompenser des « grands et intenses services rendus pour lesquels il s'est distingué ». Le 23 décembre 1817, il fut cité à l'ordre royal et militaire de San Fernando comme chevalier de 1re classe. Plus tard, Juan Clarós est promu général de brigade par le roi Ferdinand VII et décoré de plusieurs autres distinctions.

## Vie privée
Époux de Maria Teresa Draper, il eut avec elle plusieurs enfants dont deux fils, Francisco Paula et Pedro Clarós y Draper, qui fut plus tard le père de Juan de Clarós y de Ferrán, 1er baron de Prado Hermoso. Juan Clarós décéda en 1827.
Le descendant actuel en ligne directe de Juan de Clarós y de Ferrán, et par conséquent de Juan Clarós, est Domingo Neuenschwander de Clarós, 4e baron de Prado Hermoso.

## Sources
- Encyclopédie universelle illustrée euro-américaine, tome 30, Oxford University Press, copyright antérieur à 1928.
- Estudio Genealogicos Heraldicos y Nobiliarios, tome 1, Hidalguia.
- Archives générales militaires de Ségovie.
- Encyclopédie catalane
- Joan Claros i Presas (1749-1827) Domingo Neuenschwander de Clarós, Episodis (N°2) del Castell de Sant Ferran de Figueres (octobre 2015).